# Innervering
Innervering betyder att en eller flera nerver kontrollerar eller övervakar en viss anatomisk struktur. Exempel: ögat innerveras av synnerven. Vidare: En muskel innerveras av en motorisk nerv.